# Cerithiopsis serina
Cerithiopsis serina är en snäckart som först beskrevs av Dall 1927.  Cerithiopsis serina ingår i släktet Cerithiopsis och familjen Cerithiopsidae. Inga underarter finns listade i Catalogue of Life.